# Kareby kolerakyrkogård

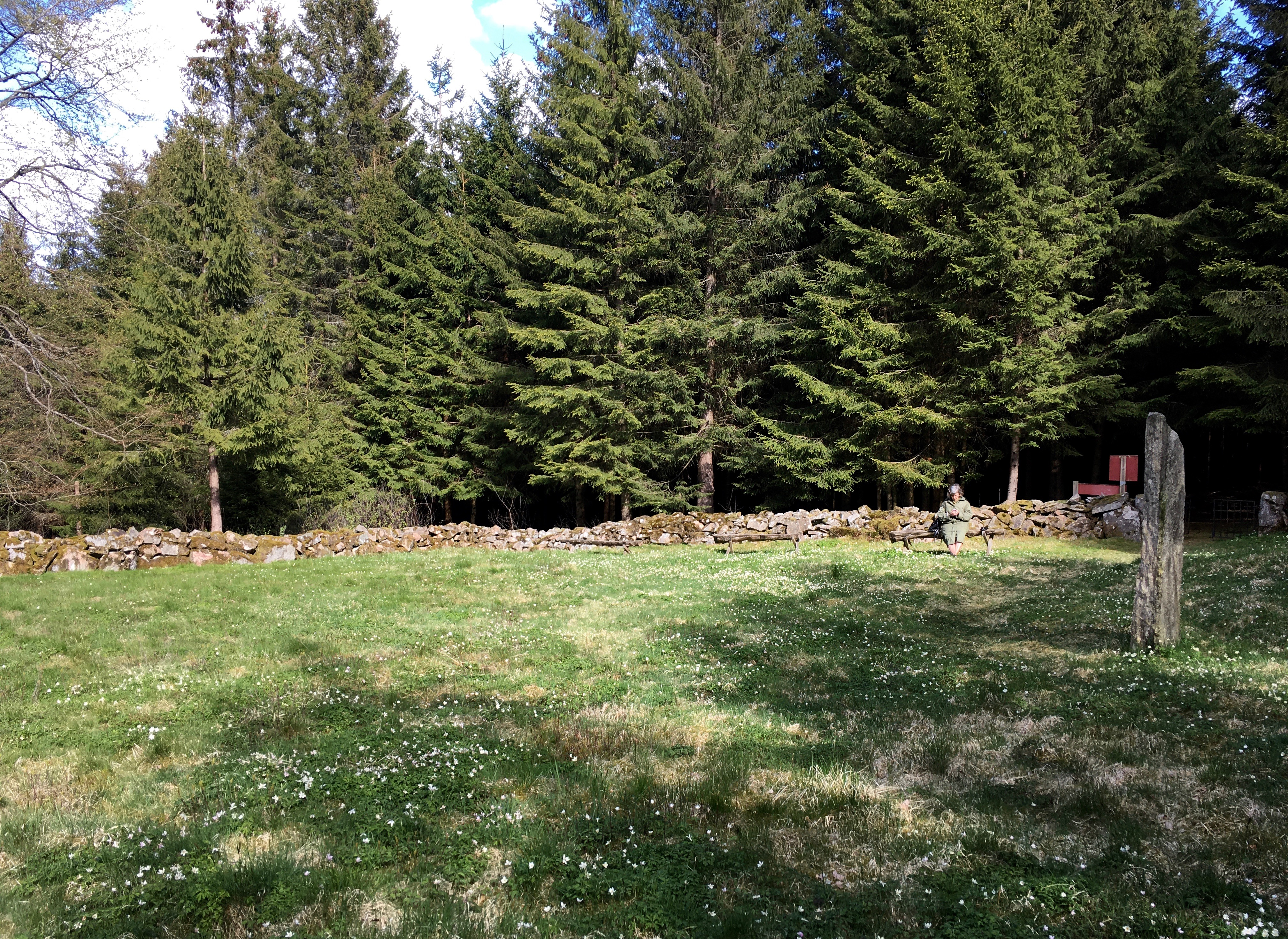
Kareby kolerakyrkogård – en plats för vila och eftertanke.

Kareby kolerakyrkogård är en begravningsplats i Kareby församling i Kungälvs kommun för de församlingsbor, som dukade under i kolerafarsoterna 1834 och 1850. Kyrkogården betraktas som en fast fornlämning och är därmed skyddad enligt kulturmiljölagen (KML).

## Förberedelser
Då man redan år 1831 befarade, att koleran skulle komma till Sverige, så beslutade sockenstämman i Kareby, ”att överenskomma om vidtagande av förberedande åtgärder i händelse att cholerafarsoten skulle hemsöka orten". Vid stämman kungjordes, att man gjort upp med Nils Halfwårdsson i Stora Ringby "att till sjukhus begagna en honom tillhörig manbyggning i Ringby". 
Man utsåg även personer, som skulle ta hand om de sjuka – Börta Arvidsdotter i Höjer och Stina Jansdotter i Kyrkekareby skulle tjänstgöra som sjuksköterskor och Sven Hjort, John Esbjörnsson i Solbräcke, Andreas Nilsson i Lilla Bollestad och Hans Punkt i Stora Torp som sjuk- och likbärare. Dessutom skulle för att täcka de eventuella kostnaderna uttas en riksdaler på varje mantal och fyra skilling av varje torpare.

## Beslut om kolerakyrkogård
När koleran kom till Sverige 1834 drabbades även Kareby. Då beslöt sundhetsnämnden, att de som avled skulle jordas på en särskild begravningsplats. För Karebys del nämndes "en plats å den så kallade Hyltebanken på Kareby prästgårds utmark". Den 26 augusti 1834 fastställdes denna plats till att begrava koleraoffren. Ett par dagar senare då sjukligheten och dödligheten inom få dagar ökat till en betydlig grad beslutade man, "att ingå till Konungens Befallningshavande med begäran om att en läkare skulle förordnas för pastoratet".

## Farsoten kommer
Det förefaller som om epidemin drabbade pastoratet nästan chockartat, för i mitten av augusti 1834 hade det konstaterats, att inga sjukdomsfall ännu inrapporterats. Man hade åtskilts med "uppmaning att möta den allt mera faran med oförskräckthet och förtröstan till Försynen samt med rådighet och självförsakelse söka göra den så litet förödande som möjligt".
Första dödsfallet i Kareby socken inträffade den 11 oktober 1834. Sedan dog ytterligare 12 personer det året. Nästa gång som koleran slog till var 1850 och då dog här sex personer. Så totalt vilar på denna kyrkogård 19 personer, som dog i kolerafarsoten under första halvan av 1800-talet.

## Kyrkogården inhägnas
På sockenstämman den 14 september 1837 beslöts, "att där koleraoffren begravts, skulle inhägnas platsen, som var 12 famnar (cirka 21,4 meter) i fyrkant. Muren skulle vara tio qwarter (cirka 1,5 meter) hög, åtta i botten samt fyra i övre kanten. Varje hemman skulle under vintern köra 12 lass ’vacker sten’".

## Minnessten
På kolerakyrkogårdens minnessten kan man läsa följande text:
MINNESVÅRD

ÖVER FÖRSAMLINGSBOR

DÖDA I KOLERA 1834

REST AV KAREBY FÖR-

SAMLING 

1958

## Bildgalleri

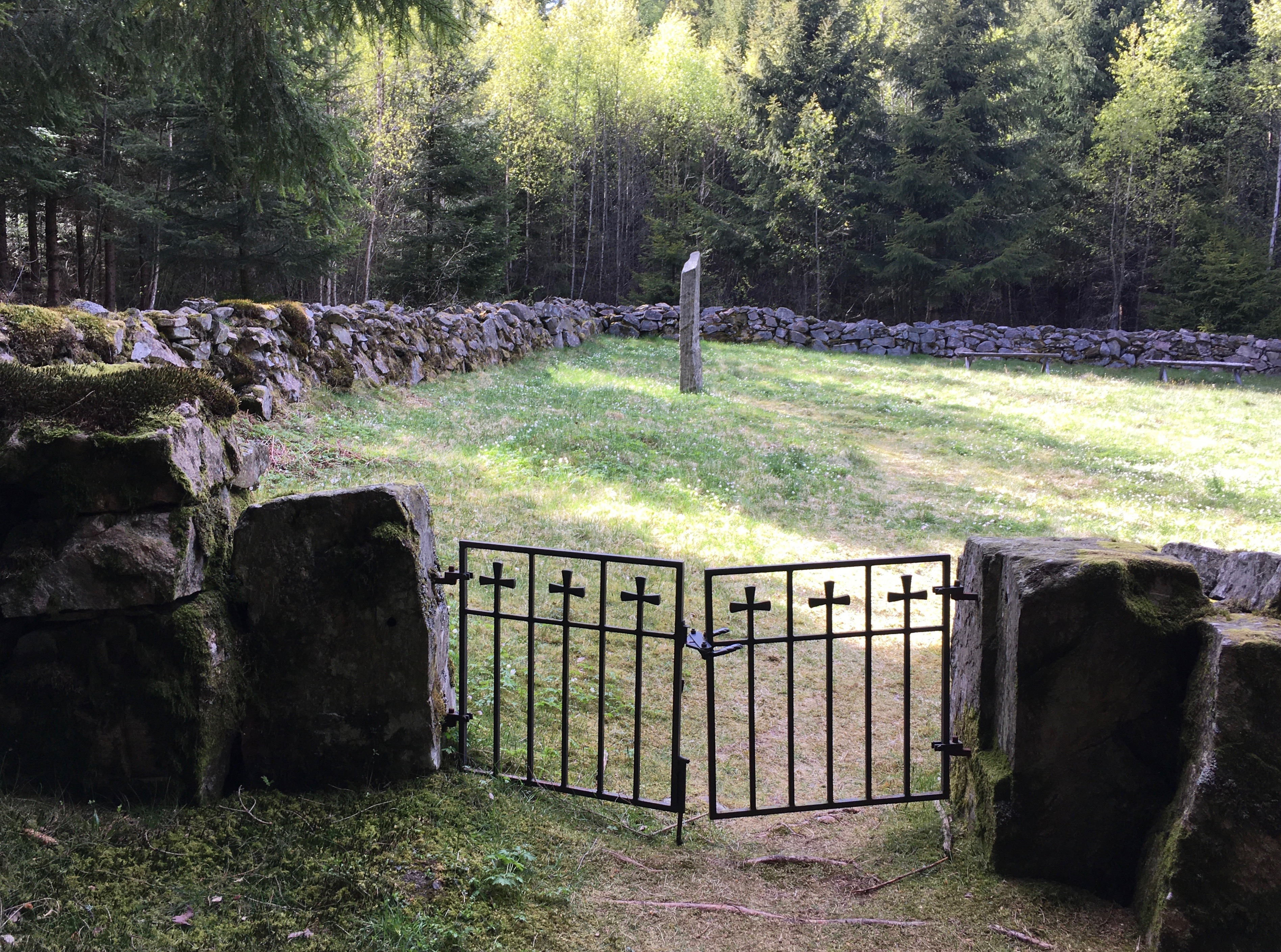
Grinden vid Kareby kolerakyrkogård.
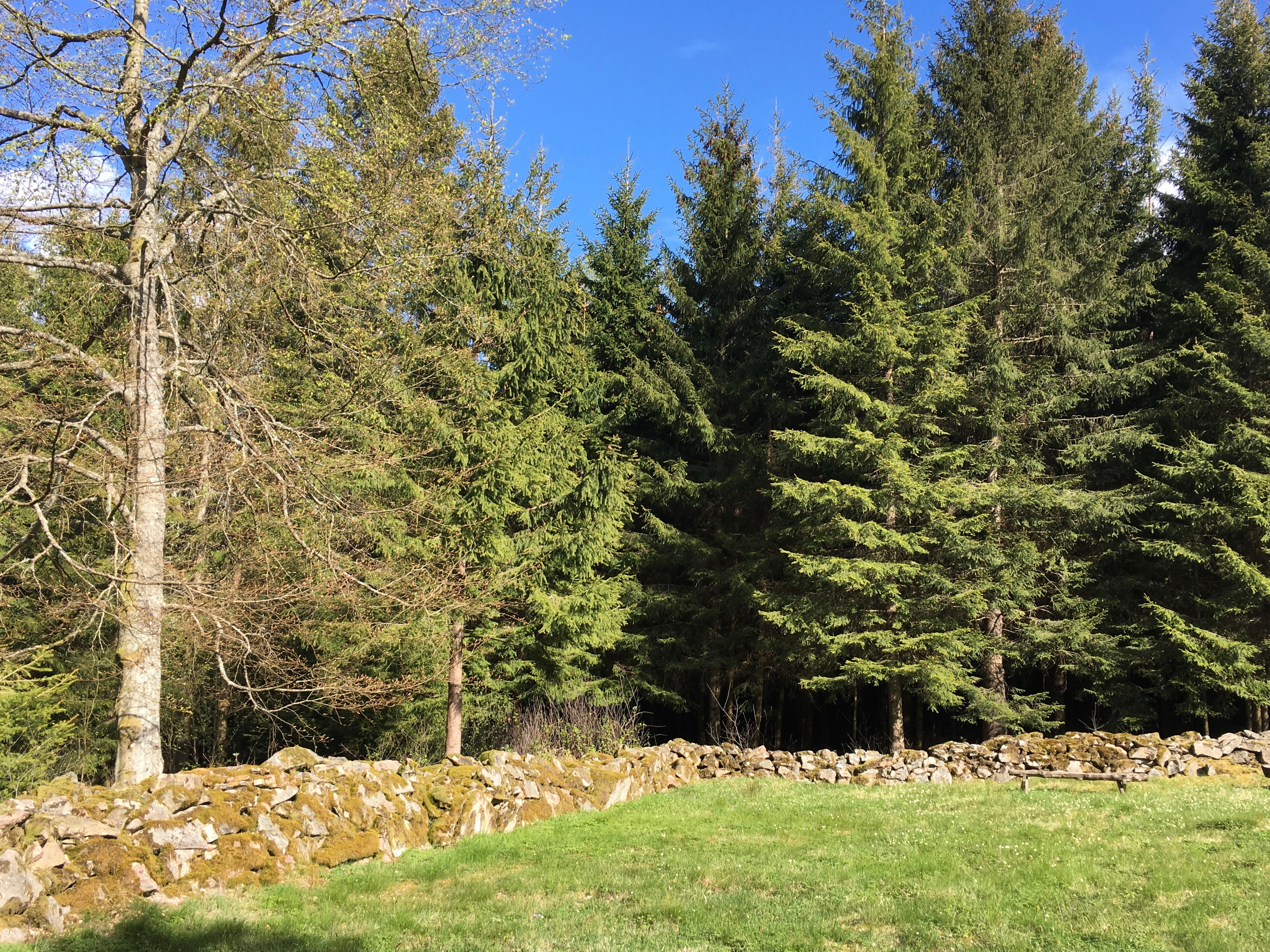
Kareby kolerakyrkogård.
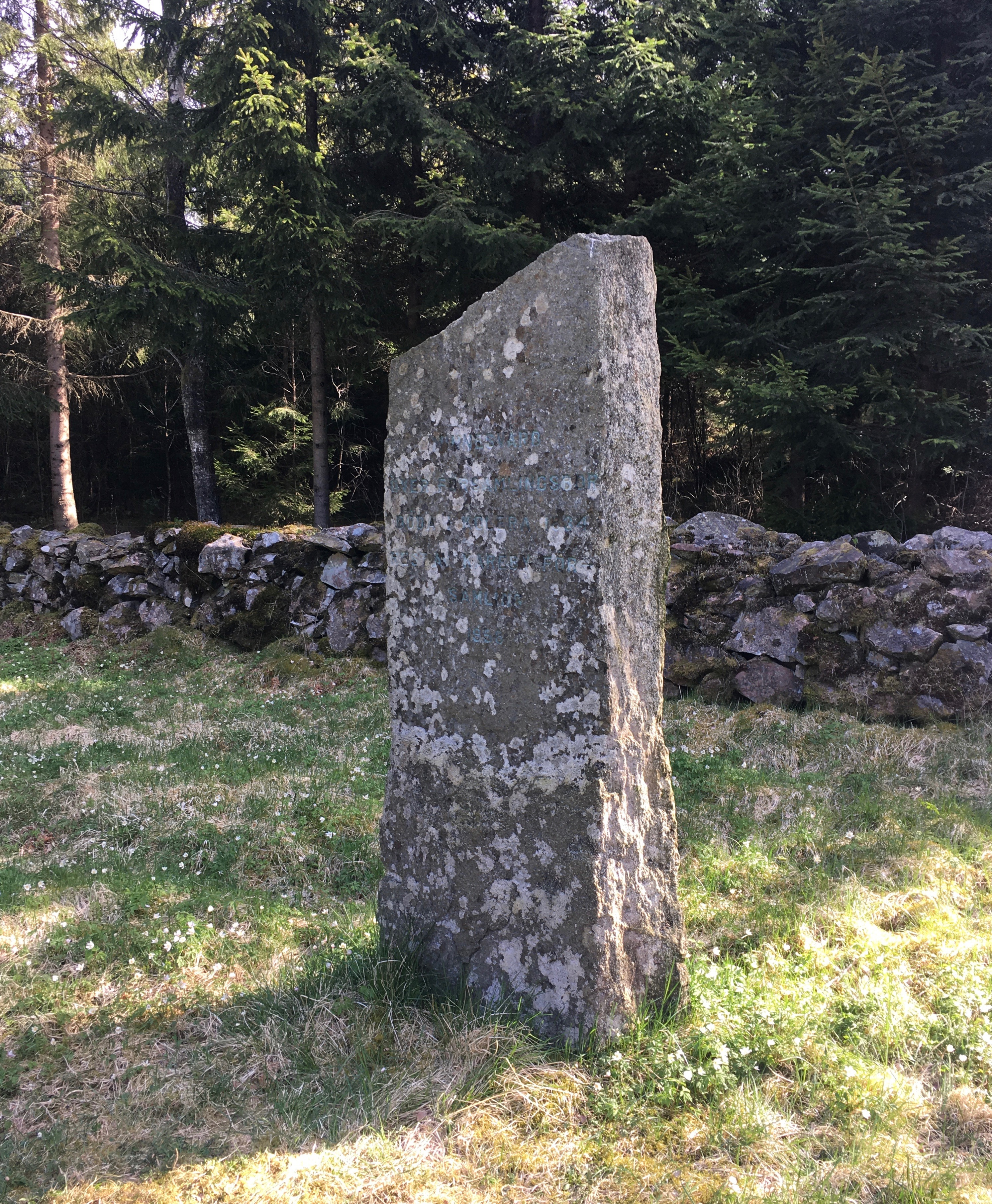
Minnessten på kolerakyrkogården.
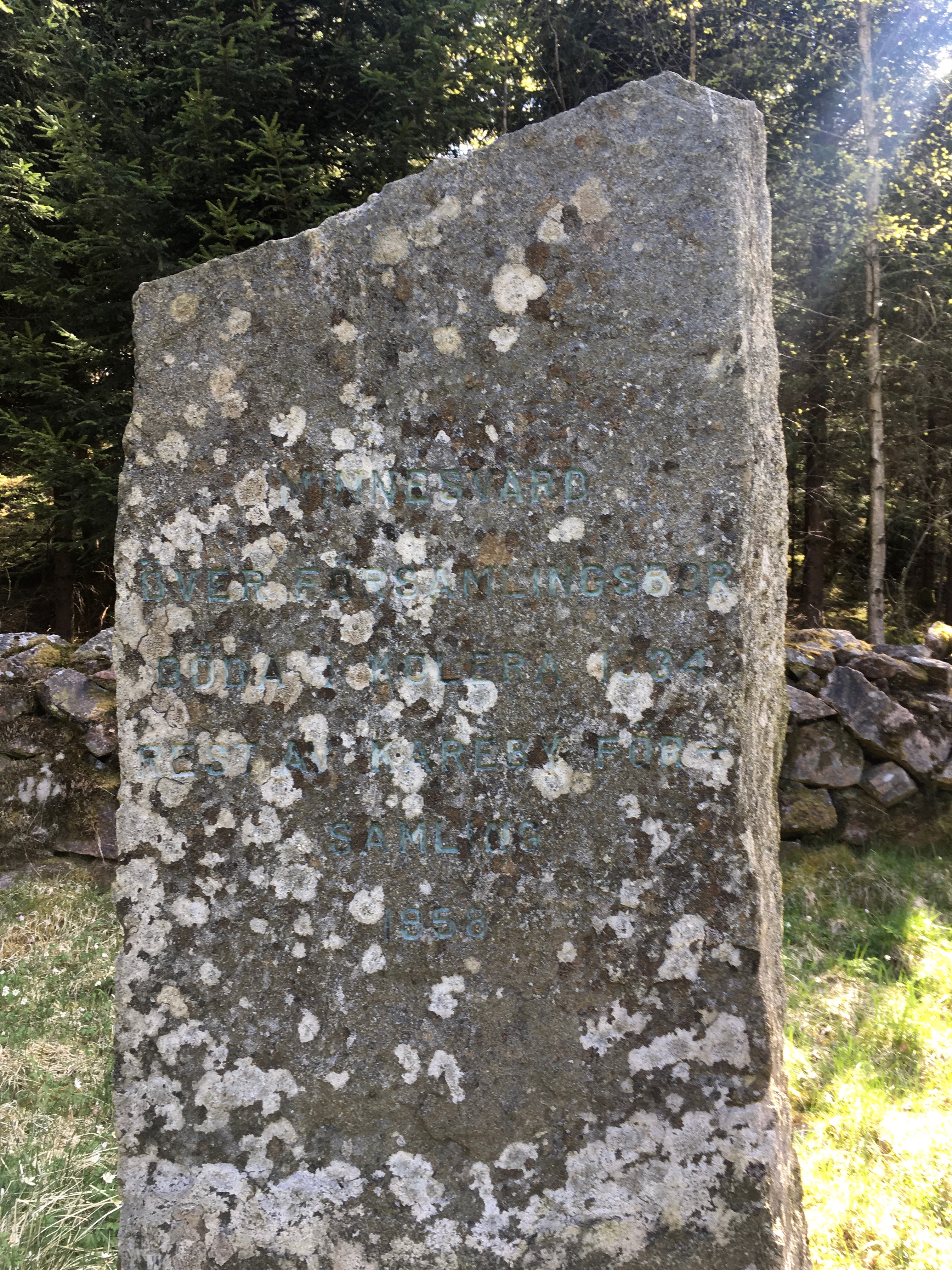
Övre delen av minnesstenen med text.